# Jacurso
Jacurso är en ort och kommun i provinsen Catanzaro i regionen Kalabrien i Italien. Kommunen hade 605 invånare (2018).